# Sant Jòrge, Linhac e Ceissac
Saint-Georges-sur-Allier és un municipi francès situat al departament del Puèi Domat i a la regió d'Alvèrnia-Roine-Alps. L'any 2007 tenia 1.126 habitants.

## Demografia

### Població
El 2007 la població de fet de Saint-Georges-sur-Allier era de 1.126 persones. Hi havia 426 famílies de les quals 79 eren unipersonals (47 homes vivint sols i 32 dones vivint soles), 138 parelles sense fills, 177 parelles amb fills i 32 famílies monoparentals amb fills.
La població ha evolucionat segons el següent gràfic:
Habitants censats

### Habitatges
El 2007 hi havia 472 habitatges, 434 eren l'habitatge principal de la família, 7 eren segones residències i 31 estaven desocupats. 463 eren cases i 9 eren apartaments. Dels 434 habitatges principals, 386 estaven ocupats pels seus propietaris, 45 estaven llogats i ocupats pels llogaters i 3 estaven cedits a títol gratuït; 18 tenien dues cambres, 39 en tenien tres, 156 en tenien quatre i 221 en tenien cinc o més. 336 habitatges disposaven pel capbaix d'una plaça de pàrquing. A 132 habitatges hi havia un automòbil i a 289 n'hi havia dos o més.

### Piràmide de població
La piràmide de població per edats i sexe el 2009 era:
| Homes | Edats   | Dones |
| ----- | ------- | ----- |
| 0     | 95 o +  | 0     |
| 0     | 90 a 94 | 4     |
| 4     | 85 a 89 | 4     |
| 0     | 80 a 84 | 4     |
| 12    | 75 a 79 | 8     |
| 12    | 70 a 74 | 20    |
| 8     | 65 a 69 | 12    |
| 16    | 60 a 64 | 12    |
| 24    | 55 a 59 | 20    |
| 24    | 50 a 54 | 28    |
| 76    | 45 a 49 | 44    |
| 72    | 40 a 44 | 76    |
| 48    | 35 a 39 | 40    |
| 28    | 30 a 34 | 32    |
| 12    | 25 a 29 | 16    |
| 32    | 20 a 24 | 28    |
| 88    | 15 a 19 | 48    |
| 28    | 10 a 14 | 32    |
| 20    | 5 a 9   | 60    |
| 12    | 0 a 4   | 8     |

## Economia
El 2007 la població en edat de treballar era de 819 persones, 632 eren actives i 187 eren inactives. De les 632 persones actives 598 estaven ocupades (316 homes i 282 dones) i 35 estaven aturades (11 homes i 24 dones). De les 187 persones inactives 78 estaven jubilades, 72 estaven estudiant i 37 estaven classificades com a «altres inactius».

### Ingressos
El 2009 a Saint-Georges-sur-Allier hi havia 442 unitats fiscals que integraven 1.162,5 persones, la mediana anual d'ingressos fiscals per persona era de 20.684 €.

### Activitats econòmiques
Dels 31 establiments que hi havia el 2007, 2 eren d'empreses extractives, 1 d'una empresa de fabricació d'altres productes industrials, 7 d'empreses de construcció, 8 d'empreses de comerç i reparació d'automòbils, 1 d'una empresa de transport, 1 d'una empresa d'hostatgeria i restauració, 1 d'una empresa d'informació i comunicació, 3 d'empreses immobiliàries, 3 d'empreses de serveis, 2 d'entitats de l'administració pública i 2 d'empreses classificades com a «altres activitats de serveis».
Dels 7 establiments de servei als particulars que hi havia el 2009, 1 era un taller de reparació d'automòbils i de material agrícola, 1 guixaire pintor, 1 fusteria, 2 lampisteries, 1 perruqueria i 1 agència immobiliària.
L'únic establiment comercial que hi havia el 2009 era una botiga de material esportiu.
L'any 2000 a Saint-Georges-sur-Allier hi havia 22 explotacions agrícoles que ocupaven un total de 598 hectàrees.

## Equipaments sanitaris i escolars
El 2009 hi havia 1 escola maternal i 1 escola elemental.

## Poblacions més properes
El següent diagrama mostra les poblacions més properes.